# 王簡嘉禾
王 簡嘉禾（おう かんかか、ワン・ジエンジアホー、英: Wang Jianjiahe, 2002年7月17日 - ）は、中国の水泳選手である。

## 経歴・人物
遼寧省鞍山市に生まれる。2007年、5歳のときに、同市で水泳を開始する。2012年に遼寧省のチームに入り、2016年には、中国代表チームに入った。2018年、国家体育総局からスポーツ部門の国際マスターの称号が与えられる。
「王」は父親の名字であり、「簡」は母親の名字であり、「嘉禾」は、彼女自身の個人名で、「調和」などの意味をもつ。身長は 182 センチメートルであり、体重は 66 キログラムである。憧れの選手として、ケイティ・レデッキーやマイケル・フェルプスを挙げている。

## 戦績
2018年8月、インドネシア・ジャカルタで開催された第18回アジア競技大会の女子自由形において、400メートルで4分3秒18、800メートルで8分18秒55、1500メートルで15分53秒68を記録し金メダルを獲得、4×200メートルでも金メダルを獲得した。
同年12月、浙江省・杭州市で開催された第14回世界短水路選手権において、女子自由形の800メートルで8分4秒35を記録し金メダルを獲得、4×200メートルでも金メダルを獲得し、女子自由形の400メートルで銀メダルを獲得する。
2019年7月、大韓民国・光州で開催された第18回世界水泳選手権において、女子自由形の1500メートルで15分51秒00を記録し銅メダルを獲得する。